# Peter Rask Jensen
Peter Rask Jensen (født 3. november 1988) er en dansk fodboldspiller. Han har tidligere spillet for Aarhus Fremad, hvor han spillede frem til 2014.
Peter Rask Jensen har fået prisen som Årets Profil i 2. Division Vest i både 2010 og i 2012. Han har også været topscorer i 2. division.